# Arboria
Arboria là một tựa game thuộc thể loại roguelike 3D lấy bối cảnh kỳ ảo tăm tối được hãng Dreamplant phát triển và All in! Games phát hành cho Microsoft Windows dưới dạng Early Access trên Steam vào tháng 5 năm 2020 với bản phát hành chính thức dự kiến ra mắt vào năm 2021.

## Lối chơi
Trong Arboria, người chơi hóa thân vào vai một chiến binh Yotun. Mục tiêu của người chơi là khám phá mê cung ngục tối của Durnar và vượt qua vòng vây quân thù để chữa lành cho Cây Thế Giới Yggr, đồng thời thu thập một loại vật liệu gọi là Veri nhằm thỏa mãn yêu cầu của Godz. Thế giới trong game là sự pha trộn giữa nét thẩm mỹ kỳ ảo tăm tối và những cỗ máy công nghệ tối tân, huyền bí trong khi một số yếu tố được lấy cảm hứng từ thần thoại Bắc Âu.
Yotun giao chiến với một loạt Vũ khí Cộng sinh và sử dụng Đột biến Sinh học để trở nên mạnh hơn. Sau khi chết, người chơi sẽ vào vai một Yotun mới và có thể sử dụng Veri được thu thập từ trước dùng để nâng cấp chiến binh của mình. Nếu thành công qua lần thử sức trước đó, nhân vật mới sẽ mạnh hơn còn không sẽ nhận lấy những thuộc tính tiêu cực.
Durnar được tái tạo theo trình tự, vì vậy mà mỗi lần thử sức đều khác nhau. Độ khó tăng dần khi người chơi mở màn qua những khu vực khác nhau và các bản đồ chính trong game được ngăn cách bởi một căn phòng đặc biệt, đây chính là nơi mà người chơi có thể nâng cấp chiến binh Yotun của mình trước khi chơi đến cuối game.

## Phát triển
Arboria được công bố lần đầu tiên vào năm 2019 và có sẵn dưới dạng Early Access trên Steam vào năm 2020. Bản phát hành chính thức dự tính ra mắt vào năm 2021.